# Misgurnus fossilis
Misgurnus fossilis, conosciuto comunemente come cobite di stagno, è un pesce d'acqua dolce, appartenente alla famiglia dei Cobitidae.

## Distribuzione e habitat
Questo pesce è diffuso nelle acque dolci europee, dalla Francia alla Russia. 

In Italia è stato introdotto in tempi recenti, probabilmente in maniera involontaria assieme a pesce bianco di provenienza centroeuropea, ma la reale entità delle popolazioni è sconosciuta, anche per il comportamento schivo e fossorio di questo pesce.

Abita corsi d'acqua lenti, canali artificiali, stagni e polle con fondo prevalentemente sabbioso. 
 Di giorno rimane sepolto nella sabbia.

## Descrizione
Il corpo è allungato, anguilliforme, il muso rivolto verso il basso, provvisto di barbigli, gli occhi piccoli. La pinna dorsale è molto arretrata, verso la parte terminale del corpo. Le pinne sono arrotondate. La livrea presenta testa marrone screziata di nero, dorso marrone puntinato di nero, mentre i fianchi sono un'alternanza di due fasce orizzontali beige orlate di bruno con una fascia centrale marrone. Il ventre è beige tendente al rossastro. Le pinne sono brune puntinate di nero. 

Raggiunge una lunghezza massima di 30 cm.

## Biologia
Può respirare anche aria per alcune ore.

## Riproduzione
La deposizione avviene tra aprile e giugno: le uova sono deposte sul fondo.

## Alimentazione
M. fossilis si ciba di larve d'insetti e piccoli crostacei.

## Pericoli
È molto sensibile all'inquinamento delle acque e dei sedimenti.